# Aquacade
Aquacade, также известный как Rhyolite — серия разведывательных спутников США, предназначенных для радиоэлектронной разведки и эксплуатируемые национальным управлением военно-космической разведки США в целях ЦРУ и АНБ. Программы, также известные как SIGAD AFP-720 И SIGAD AFP-472, соответственно, по-прежнему засекречены. В то же время, спутники радиоэлектронной разведки Canyon использовались, с очевидно несколько иным набором возможностей.
Первоначальное название программы, "Rhyolite", было изменено на "Aquacade" в 1975 году, после раскрытия кодового слова "Rhyolite" в суде над Кристофером Бойсом и Эндрю Ли.
Спутники Rhyolite/Aquacade, изготовленные TRW Inc., по слухам, имеют зонтоподобную отражающую антенну около 20м в диаметре. На замену им пришли спутники серий Magnum/Orion и Mentor.

Перехват сигнала с радиорелейных станций. Спутник Rhyolite, находясь в правильном положении в космосе, может перехватывать сигналы от наземной линии радиорелейной связи.

Одной из основных целей спутников Rhyolite, как сообщается, был перехват советских и китайских данных, передаваемых путём радиорелейной связи. В 1960-1970 годах, большая часть междугородних телефонных данных в США и Восточной Европе передавались через радиорелейную сеть, которая состояла из спутниковой антенны на вышке, которая передавала узкий пучок микроволн на принимающую антенну в соседнем городе. Немало микроволн не доходят до принимающей антенны из-за кривизны Земного шара и попадают в космос. Размещая спутник в геосинхронной позиции, где он мог перехватывать эти волны, правительству США удавалось прослушивать советские телефонные звонки во времена Холодной войны.

## Спутники
Считается, что по-крайней мере четыре спутника Rhyolite/Aquacade были запущены с мыса Канаверал в промежутке с Июня 1970 года по Апрель 1978 года на ракетах-носителях Atlas-Agena D , каждая из которых носила отличительные кожухи удлиненной полезной нагрузки (предположительно для размещения большой параболической антенны спутника). Секретность вокруг программы была жесткой, и начало миссии Rhyolite в 1970 году было первым космическим пуском с мыса Канаверал за семь лет, на который не были приглашены репортеры. Это были одни из последних пусков ракет-носителей Atlas-Agena, а также последние использования LC-13 на CCAFS. Спутники имели массу около 700кг и работали на ближней геостационарной орбите над Ближним Востоком. Связь устанавливалась с наземной станцией НАСА в Западной Австралии вне зоны советского обнаружения. Оттуда они шифровались и отправлялись через другой спутник в штаб-квартиру АНБ в Форт-Мид для анализа.
| Название | COSPAR ID SATCAT № | Дата запуска (UTC)       | Ракета-носитель      | Место запуска | Долгота | Примечания |
| -------- | ------------------ | ------------------------ | -------------------- | ------------- | ------- | ---------- |
| OPS 5346 | 1970-046A 04418    | 19 Июня 1970 11:37       | Atlas SLV-3A Agena-D | CCAFS LC-13   |         |            |
| OPS 6063 | 1973-013A 06380    | 6 Марта 1973 09:30       | Atlas SLV-3A Agena-D | CCAFS LC-13   |         |            |
| OPS 4258 | 1977-114A 10508    | 11 Декабря 1977 22:45:01 | Atlas SLV-3A Agena-D | CCAFS LC-13   |         |            |
| OPS 8790 | 1978-038A 10787    | 7 Апреля 1978 00:45:01   | Atlas SLV-3A Agena-D | CCAFS LC-13   |         |            |